# Салакая Йосип Бежанович
Йосип (Йосеб) Салакая (груз. იოსებ სალაყაია, 1881–1940) — грузинський політик, член Установчих зборів Грузії.

## Біографія
Йосип Салакая народився в 1881 році в селі Теклаті Сенакського району Кутаїської губернії в селянській родині.
Член Російської соціал-демократичної робітничої партії, з 1905 року перебував у меншовицькій фракції. З політичних причин був змушений емігрувати, жив у Швейцарії та Бельгії. Закінчив Інститут електротехніки у Бельгії.
У листопаді 1917 року обраний членом Національної ради Грузії. У 1918 році був депутатом парламенту Грузинської Демократичної Республіки. 26 травня 1918 року підписав Декларацію незалежності Грузії.  
12 березня 1919 року за списком Соціал-демократичної робітничої партії Грузії обраний депутатом Установчих зборів Грузії. Був членом комісій з питань місцевого самоврядування, бюджетно-фінансової та закордонних справ.
У 1921 році, після радянської окупації Грузії, залишив батьківщину і жив у Франції. У другій половині 1920-х років призначений представником уряду Демократичної Республіки Грузія у Польщі. У 1940 році був представником Республіки Грузія у польському уряді у вигнанні у Парижі. 14 червня 1940 року, після захоплення Парижа німецькими військами, він не евакуювався з польським урядом і закінчив своє життя самогубством. У 1948 році його рештки були перенесені на грузинське кладовище Левіль.